# Bess Motta
Bess Motta (* 10. Februar 1958) ist eine US-amerikanische Schauspielerin und Fitnesstrainerin. Sie wurde vor allem durch die Rolle der  Ginger Ventura im Film Terminator aus dem Jahr 1984 bekannt. Zur selben Zeit gehörte sie zur Stammbesetzung der Aerobic-TV-Sendung :20 Minute Workout.

## Filmografie
- 1980: Saat der Unschuld (Seed of Innocence)
- 1982–1984: :20 Minute Workout
- 1984: Terminator
- 1987: New Monkees (Fernsehserie)
- 1987: You Talkin’ to Me?
- 1988: Broken Angel
- 2016: Monty